# Pollo arrosto
Il pollo arrosto è  un pollo condito con varie spezie (a seconda del luogo) e cotto in forno oppure alla brace.
Vengono utilizzati polli che hanno più di 120 giorni di età. Sono molti i modi per prepararlo; spesso viene cotto con un contorno di patate.

## Preparazione
Generalmente si prepara un trito di sale grosso, abbondante pepe, aglio e erbe aromatiche, tipicamente rosmarino, salvia, origano ed alloro o altre erbe. In una pirofila si unge il pollo intero privato delle interiora, con olio extravergine di oliva e si cosparge con il trito di spezie. Talvolta si farcisce il pollo con del limone.

Generalmente si lascia la pelle del pollo, che rilasciando durante la cottura il suo grasso diventa saporita e croccante. Si inforna a 200° per un'ora. Lo si gira a metà cottura bagnandolo spesso col proprio liquido di cottura per evitare che la carne si secchi.

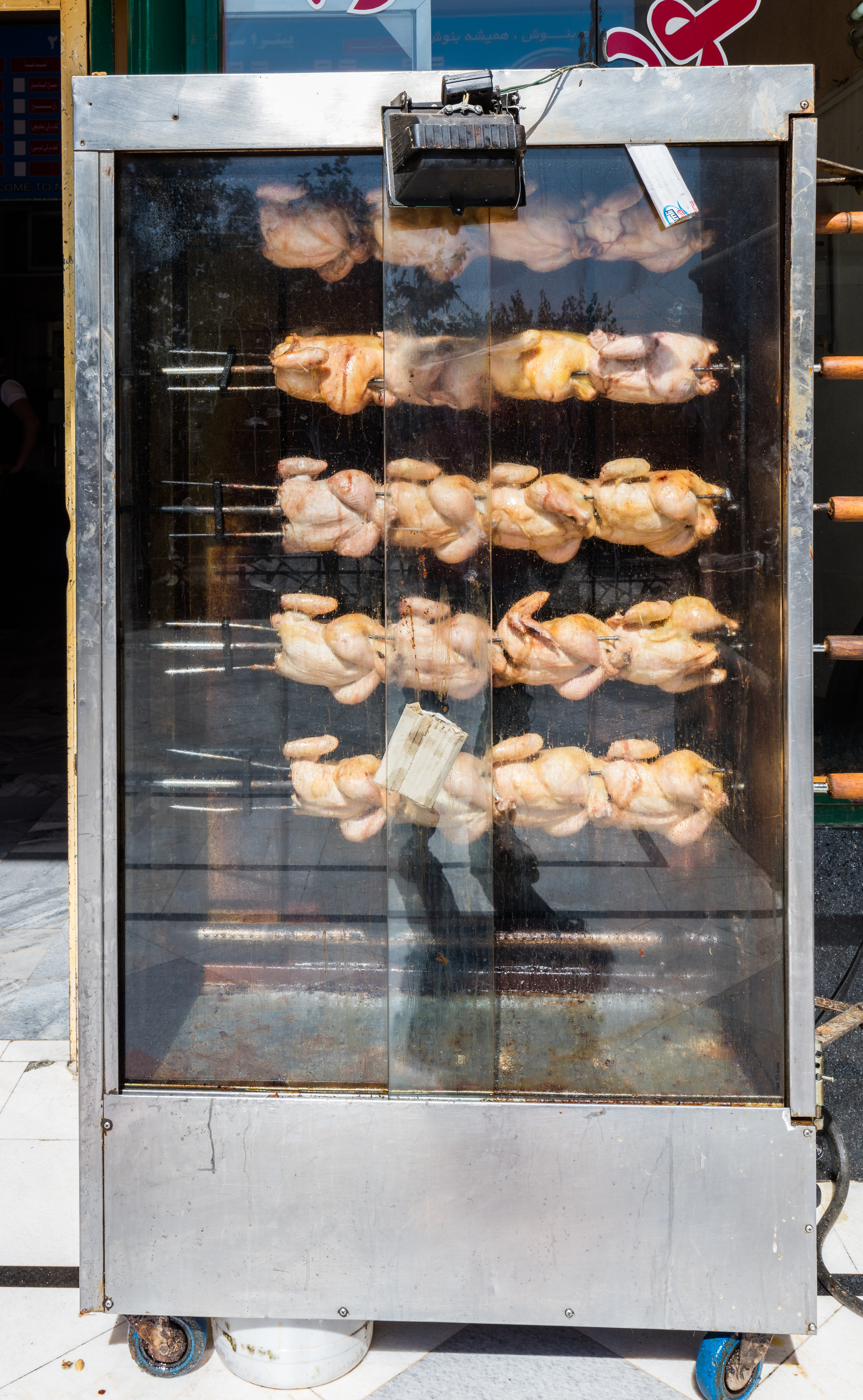
Polli arrosto

Preparandolo assieme a delle patate, se queste sono novelle vanno cotte insieme al pollo, in quanto cuociono più lentamente, altrimenti vengono inserite a metà cottura richiedendo tempi minori.

## Pollo alla brace
Viene messo a marinare in una salsa preparata con limone, olio extravergine di oliva e spezie come sale, pepe, rosmarino per un'ora circa. Riguardo al recipiente che viene utilizzato per la marinatura si evitano materiali come plastica o metallo, in quanto l'acidità del limone in questo caso, dell'aceto in altri, potrebbe causare il rilascio di materiali tossici. Si preferiscono quindi recipienti in vetro e simili, più resistenti.
La cottura è effettuata con un barbecue, posizionando la griglia a circa 30 cm dalla brace. Il pollo deve cuocere inizialmente a quest'altezza per circa mezz'ora, poi a distanza più ravvicinata per un quarto d'ora. La carne viene rigirata spesso e frequentemente unta con un rametto di rosmarino intinto nella salsa in precedenza utilizzata per la marinatura.